# Форійон (національний парк)
Національний парк «Форійон» (фр. Parc national de Forillon, читається: «Парк насіональ де Форійон», англ. Forillon National Park) — національний парк Канади, заснований у 1970 в провінції Квебек на півострові Ґаспе.
Парк площею 244 км² — розташований за 17 км на північ від містечка Ґаспе, за 700 км від міста Квебек, 350 км з кордоном провінції Нью-Брансвік.
Перші мешканці парку — предки приморських індіанців та народу мікмак, які жили на території парку ще до його відкриття європейцями, котрі заснували тут рибальську колонію.
Дослідники налічують на острові близько 225 видів птахів, серед яких: кайра тонкодзьоба, чистун арктичний, гагарка, баклан вухатий (Phalacrocorax auritus), мартин сріблястий (Larus argentatus) і мартин морський (Larus marinus).
У парку водяться: китоподібні, лосі, справжні тюлені, лисиці звичайні й барибали.

## Галерея світлин

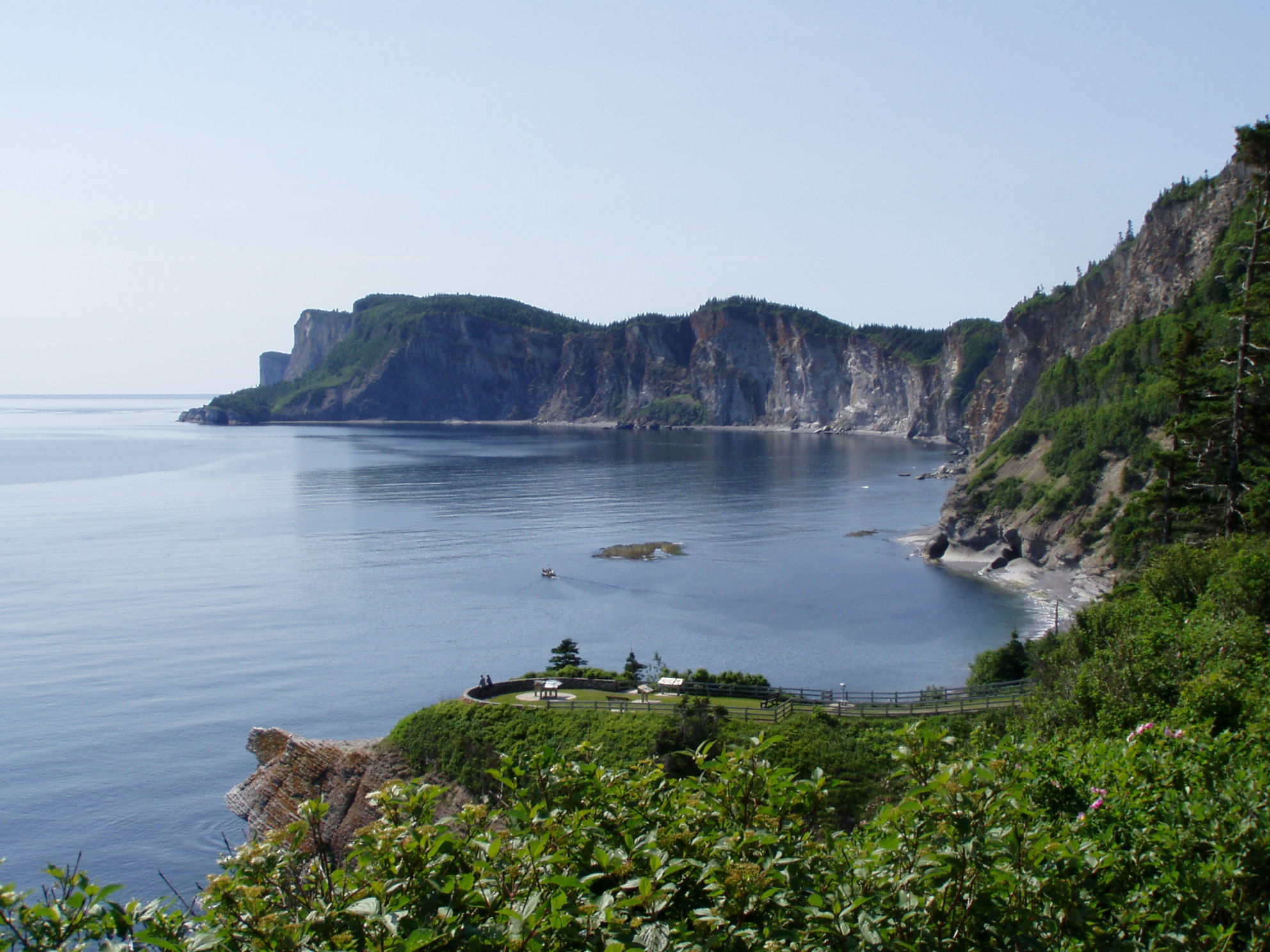
Вид на Кап-Ґаспе із Кап-Бон-Амі
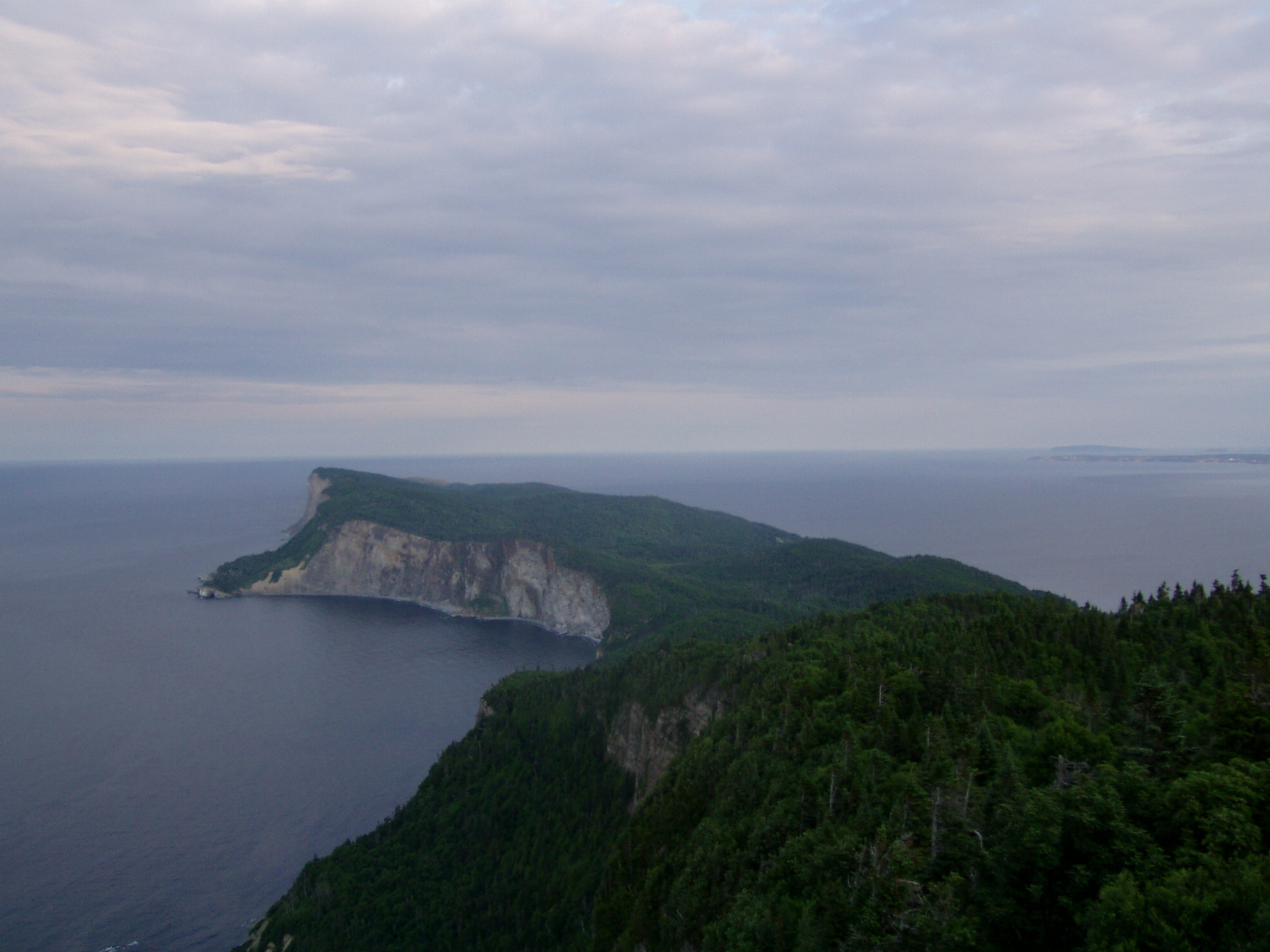
Вид на Кап-Ґаспе із гори Сент-Альбан